# Зелений пояс Фенноскандії
Зелений пояс Фенноскандії (ЗПФ) - екологічний проєкт, створюваний з метою збереження старовікових лісів уздовж кордону Росії і Фінляндії.
Проєкт являє собою витягнуту уздовж російсько-фінляндського (а на півночі також і вздовж російсько-норвезького) кордону територію від Баренцового до Балтійського моря. У ЗПФ входять також акваторія, острови та узбережжя Фінської затоки в межах Ленінградської області. Проект може бути представлений як екологічний коридор, що включає в себе прикордонні особливо охоронювані природні території (ООПТ) Росії, Фінляндії та Норвегії. Є північною ділянкою Зеленого пояс Європи.

## Ідея
Ідея підготовки серійної транскордонної номінації зпф виникла в 1995 р і вперше широко обговорювалася на міжнародному російсько-фінлянські нараді в Міністерстві екології РФ восени 1995 р надалі ця тема отримала широкий резонанс, і з 1995 по 1998 рр. пройшов цілий ряд конференцій, нарад і робочих зустрічей за участю російських, фінляндських, норвезьких і німецьких державних і неурядових природоохоронних організацій.

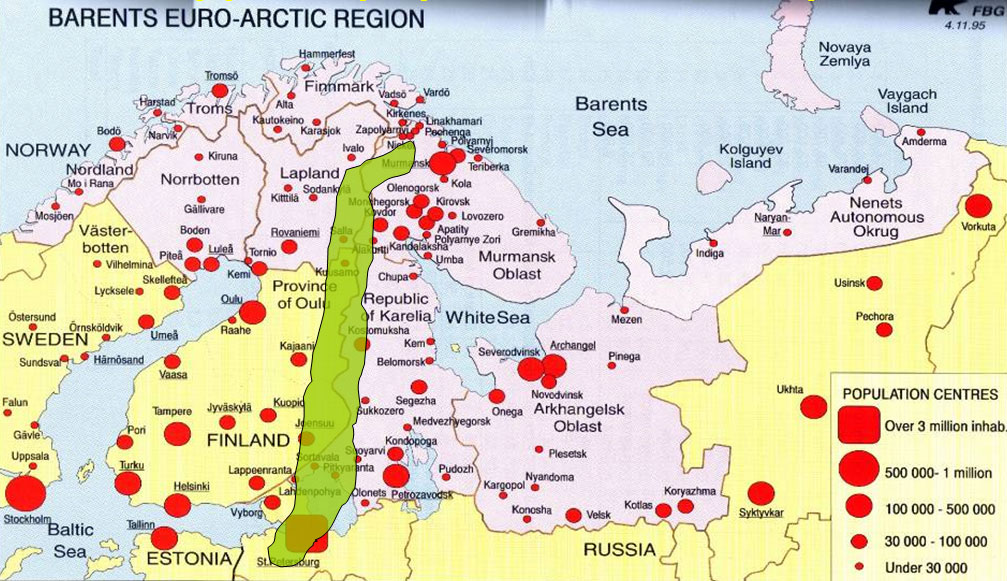
Зразкові межі Зеленого поясу Фенноскандії

Найбільші конференції пройшли в Петрозаводську і Мурманську (Росія), Кухмо (Фінляндія) і на острові фільм (Німеччина). Проект підготовки номінації неодноразово обговорювався з представниками урядів Мурманської і Ленінградської областей, Республіки Карелія.
У 2004 р. Фондом " Охорона природної спадщини» спільно з Карельським науковим центром РАН і Грінпіс Росії за підтримки ЮНЕСКО була підготовлена російська частина серійної транскордонної номінації "Зелений пояс Фенноскандії", до складу якої увійшли державні природні заповідники (ГПЗ) «Пасвік», «Лапландський», «Костомукшський» і національні парки (НП) «Паанаярві» і «Калевальський». В даний час до складу номінації так само можуть бути включені створювані ГПЗ "Інгерманландскій" і НП"Ладозькі шхери». Перераховані території, як правило, складають єдине ціле з фінляндськими і норвезькими прикордонними ООПТ, формуючи кілька транскордонних комплексів (Пасвік-Vatsari, лапландський-Urho-Kekkonen, Паанаярві-Oulanka, Калевальський комплекс, Парк «Дружба", Ладозькі шхери-Saimaa and Pielinen, Інгерманландський заповідник), і мають безсумнівне видатне природне значення.
За оцінками російських фахівців, ці ділянки в складі єдиного серійного транскордонного об'єкта "Зелений пояс Фенноскандії" можуть претендувати на включення до Списку всесвітньої культурної та природної спадщини ЮНЕСКО за всіма вимогами та критеріями.